# Magneti Marelli
Magneti Marelli [maɲˈɲɛti maˈrɛlli] – włoskie przedsiębiorstwo, zajmujące się projektowaniem i produkcją systemów, modułów i zaawansowanych technicznie komponentów dla przemysłu motoryzacyjnego. Spółka zależna FCA Italy, zatrudniającej 38 000 osób i z obrotami w wysokości 23 mld euro w 2013.

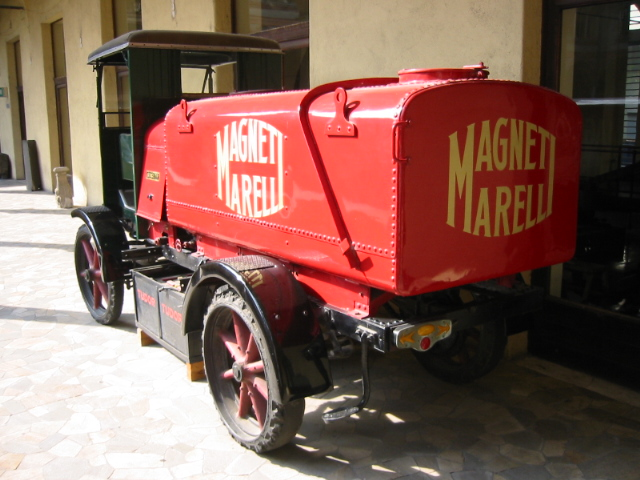
Samochód produkcji Magneti Marelli, prezentowany w Narodowym Muzeum Nauki i Technologii im. Leonarda da Vinci w Mediolanie

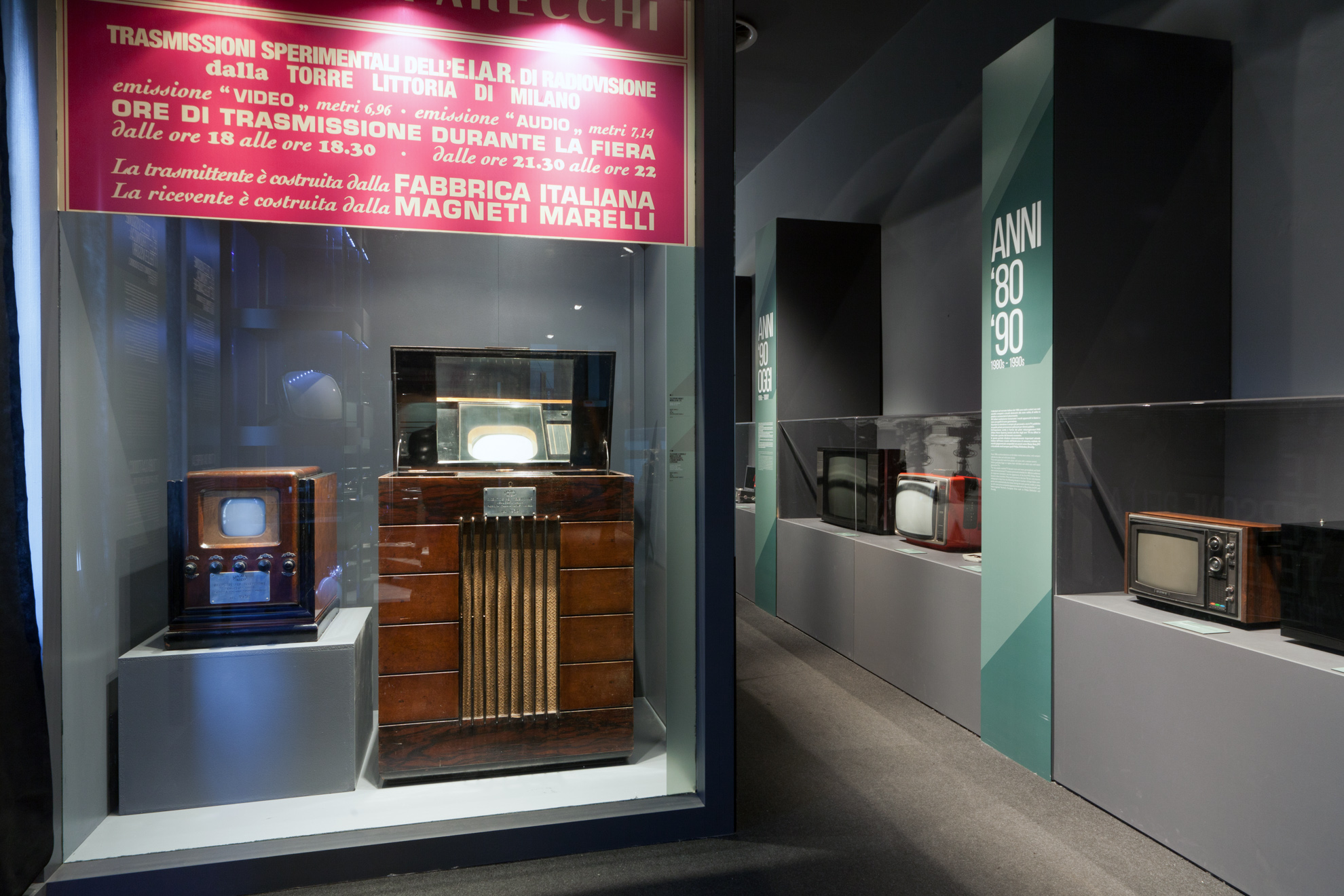
Telewizory Magneti Marelli wystawione w Narodowym Muzeum Nauki i Technologii im. Leonarda da Vinci w Mediolanie

Siedziba przedsiębiorstwa znajduje się w Corbetta (prowincja Mediolan). W skład przedsiębiorstwa wchodzi 85 zakładów produkcyjnych, 12 ośrodków badawczych i 26 ośrodków wdrożeniowych w 19 krajach na całym świecie.
Magneti Marelli została założona w 1919 jako joint venture pomiędzy Fiatem i Ercole Marelli, i została nazwana F.I.M.M. – Fabbrica Italiana Magneti Marelli; pierwszy zakład został utworzony w Sesto San Giovanni, w pobliżu Mediolanu. Przedsiębiorstwo rozpoczęło swoją działalność jako producent zapłonów magnetycznych i sprzętu elektrycznego.
Magneti Marelli obecną działalność opiera na inteligentnych czynnych i biernych systemach bezpieczeństwa pojazdów, a także w dziedzinie układów napędowych.
Spółki zależne i marki przedsiębiorstwa: AL-Automotive Lighting, Carello, Cromodora, Cofap, Ergom Automotive, Jaeger, Mako Elektrik, Paraflu, Seima, Siem SpA, Solex, Veglia Borletti, Vitaloni i Weber.